# Hiba Kawas
Pour les articles homonymes, voir Kawas.
 (février 2012).
Si vous disposez d'ouvrages ou d'articles de référence ou si vous connaissez des sites web de qualité traitant du thème abordé ici, merci de compléter l'article en donnant les références utiles à sa vérifiabilité et en les liant à la section « Notes et références ».
Hiba Kawas (en arabe, هبه القواس), née le 17 juillet 1972 à Saida, est une cantatrice, compositrice, enseignante et chef d’orchestre libanaise.

## Biographie
Après des études en psychologie clinique à l'université libanaise, elle passe une maîtrise de composition et d'opéra au Conservatoire libanais national supérieur de musique. Elle obtient une bourse pour poursuivre son perfectionnement en Italie à l'académie musicale Chigiana de Sienne, où elle étudie le chant lyrique avec Carlo Bergonzi et la composition avec Franco Donatoni.
Son cycle de mélodies pour soprano et orchestre de chambre, Rou'ia fi Maa, sur des poèmes en arabe de Nada El Hage, commandité par le Festival d'automne à Paris, a été créée le 14 octobre 2007 à l'Opéra-Bastille (Paris) par elle-même et le Nieuw Ensemble d'Amsterdam.